# Lennox International
Lennox International Inc. er en amerikansk producent af produkter til varme, ventilation og aircondition. Virksomheden har hovedkvarter i Dallas, Texas, og de har i alt 11.550 ansatte.
Lennox blev etableret i 1895 i Marshalltown, Iowa af Dave Lennox.